# Björn Rosengren (företagsledare)
Björn Rosengren, född 1959, är en svensk civilingenjör och företagsledare. Rosengren har en civilingenjörsexamen i maskinteknik vid Chalmers tekniska högskola. Efter att under åren 1998–2011 ha arbetat vid Atlas Copco (varav 2002–2011 som vice VD och chef för affärsområdet Anläggnings- och gruvteknik) blev Rosengren verkställande direktör för Wärtsilä i september 2011. I augusti 2015 meddelades att han tillträder som VD för Sandvik 1 november 2015. 12 augusti 2019 meddelades att han tillträder som VD för ABB 1 februari 2020 och som koncernchef för ABB 1 mars 2020.
2019 fick han utmärkelsen "Årets ledare" av tidningen Affärsvärlden.

## Utmärkelser
- Kommendörstecknet av Finlands Vita Ros’ orden,  25 september 2020[3]
- Gustaf Dalénmedaljen,  2023[4]

[Redigera Wikidata]
- H.M. Konungens medalj av guld i 12:e storleken med serafimerordens band[10] (2025)